# Маріано Матаморос

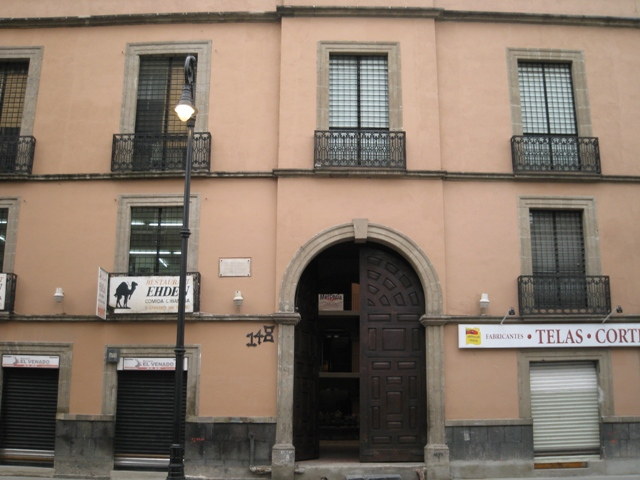
Будинок у Мехіко, де народився Маріано Матаморос

Маріано Матаморос-і-Гиріді (ісп. Mariano Matamoros y Guridi; 14 серпня 1770, Мехіко, Іспанська імперія, Іспанія — 3 лютого 1814, Морелія, Мексика) — мексиканський католицький священик і герой війни за незалежність Мексики від Іспанії початку XIX століття.

## Життєпис
Матаморос народився в Мехіко 1770 року. Замолоду вивчав мистецтво і теологію. Освіту в галузі мистецтва закінчив 1786 року. У 1796 році висвячений у сан католицького священника, служив у кількох храмах міста. В цей час перейнявся ідеями незалежності Мексики і з цієї причини, незабаром після початку війни за незалежність, був заарештований іспанською колоніальною владою. З в'язниці втік і, врешті-решт, 16 грудня 1811 року приєднався до революційної армії Хосе Марії Морелоса.
За день до битви біля Ісукара Морелос призначив Матамороса полковником і наказав створити загін з населення Хантетелько. Матаморос зібрав 2 полки кінноти, 2 батальйони піхоти і 1 батальйон артилерії, загалом поставивши в стрій 2000 чоловік.
Під час облоги Куаутли з 9 лютого по 2 травня 1812 року Морелос оцінив полководницькі здібності Матамороса і провів його в чин генерал-лейтенанта, фактично зробивши другим після себе в командуванні армією. Внаслідок нічної вилазки, мексиканці під керуванням Матамороса прорвали облогу і змогли приєднатися до Мігеля Браво в Акулько. Після зняття облоги з Куаутли кампанія продовжилася в провінції Оахака, столицю якої було взято 25 листопада 1812 року. Після цього Матаморос переміг у кількох битвах: спочатку біля Санто-Домінго-Тонали проти Мануеля Ламбріні, потім біля Сан-Хуан-Коскоматепека і біля Сан-Агустін-дель-Пальмара проти Астурійського батальйону.
Матаморос брав участь у битві біля Вальядоліда (сучасна Морелія) в провінції Мічоакан. Повстанці програли, і 5 січня 1814 року їхня армія пішла в Пуруаран. Аґустін де Ітурбіде атакував сили Морелоса і завдав йому нищівної поразки. Матаморос намагався сховатися, переправившись через річку, але був захоплений Еусебіо Родрігесом, солдатом з батальйону «Фронтера». Родрігес отримав 200 песо і підвищення в званні.
Вважається, що Морелос пропонував обміняти Матамороса на 200 іспанських солдатів, але іспанська колоніальна адміністрація на обмін не пішла.
Матамороса відсторонили від служіння і засудили за зраду. Його розстріляно у Вальядоліді 3 лютого 1814 року.

## Спадщина
1823 року Матамороса визнано героєм Мексики. Його останки перенесено в основу монумента незалежності в Мехіко.
На честь Матамороса названо міжнародний аеропорт Куернаваки, міста Ісукар-де-Матаморос у штаті Пуебла, Матаморос у штаті Коауїла і Матаморос у штаті Тамауліпас, поселення Маріано-Матаморос у штаті Чіуауа.